# Rima Reiko
Rima Reiko ist eine sehr kleine Mondrille auf dem Erdmond, in der Ebene des Mare Serenitatis, nordöstlich des Kraters Dawes.
Die namentliche Bezeichnung geht auf eine ursprünglich inoffizielle Bezeichnung auf Blatt 42C3/S2 der Topophotomap-Kartenserie der NASA zurück, die von der IAU 1976 übernommen wurde.